# Onari
Onari (ou Unanu) est située sur la partie orientale de l'atoll de Namonuito et comprend l'îlot Bihof, l'île Onari, l'îlot Behiliper et l'îlot Amurtride. C'est une municipalité du district d'Oksoritod, dans l'État de Chuuk, un des États fédérés de Micronésie. Elle compte 252 habitants sur une superficie de 0,26 km².